# Mitralklappenprolaps

Der Ausdruck Mitralklappenprolaps (MKP) beschreibt eine häufig angeborene (primäre) Fehlbildung des Mitralklappenapparates des menschlichen Herzens. Er gehört zu den häufigeren kardialen Fehlbildungen mit einer angegebenen Inzidenz in der Größenordnung von 2–3 %. Beim Mitralklappenprolaps wölben sich die Anteile der Mitralklappensegel während der Systole in den linken Vorhof vor.

## Formen
Bei der primären Form findet man eine Verplumpung und Ausfaserung der Klappenränder, auch eine Verdünnung der Sehnenfäden kommt vor. Begleitend findet sich in etwa 40 % der Fälle auch ein Prolaps der Trikuspidalklappe, in etwa 10 % auch der Aorten- und der Pulmonalklappe.
Die sekundäre Form kann im Rahmen einer rheumatischen oder koronaren Herzerkrankung oder im Rahmen des Risses der Klappenaufhängung (der sog. Sehnenfäden) z. B. bei einer Endokarditis vorkommen. Die bei der primären Form vorliegenden morphologischen Veränderungen finden sich hier nicht.

## Klinik
Meist ist die Diagnose ein Zufallsbefund bei der Auskultation (mittel- bis spätsystolischer Klick apikal mit nachfolgendem, hochfrequentem Crescendo-Decrescendo-Spätsystolikum) oder der Echokardiografie (systolische Vorwölbung der Segel > 2 mm, Verdickung auf > 5 mm). Die Patienten sind im Allgemeinen beschwerdefrei, Palpitationen kommen jedoch vor. Eine Verbindung zu gehäuftem Auftreten von Luftnot, Brustschmerz, Synkope, Panikattacken, wie in der Vergangenheit beschrieben, hat sich bisher statistisch nicht nachweisen lassen.
Lediglich in 4 % der Fälle kommt es zu einer bedeutsamen Undichtigkeit der Klappe (Mitralklappeninsuffizienz). Hier können sich Zeichen der Herzinsuffizienz ausbilden, und es kommen relevante Herzrhythmusstörungen vor. Die Wahrscheinlichkeit für den plötzlichen Herztod ist im Vergleich zur Normalbevölkerung erhöht.

## Therapie
Der MKP bedarf meist keiner Therapie. Lediglich eine schwere Mitralklappeninsuffizienz sollte operativ versorgt werden. Bei leichteren Formen der Insuffizienz ist auf eine normale (normotensive) Blutdruckeinstellung zu achten.
Das Risiko für eine Endokarditis liegt in der Normalbevölkerung bei 5-7:100.000 Patientenjahren. Bei einem Prolaps ohne Insuffizienz liegt es bei 4,6:100.000 und steigt bei einer relevanten Insuffizienz auf 52:100.000. Angesichts dieser Zahlen verzichtet man heute auf eine systematische Antibiotikagabe im Rahmen einer Endokarditisprophylaxe.